# Ordiales (Picos de Europa)

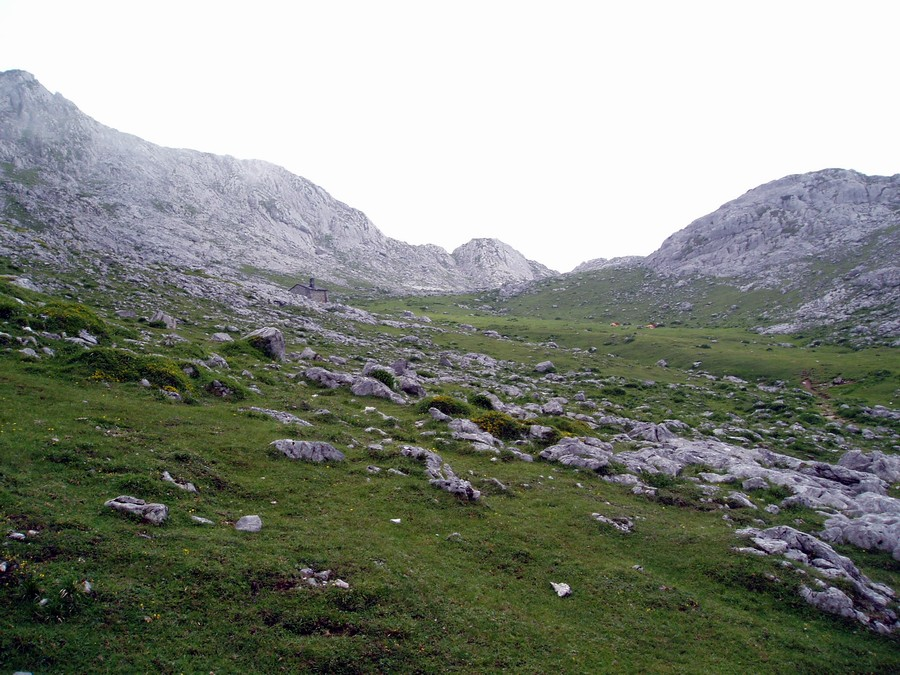
Campera de Ordiales; a la izquierda en primer término se puede ver el antiguo refugio del Icona; al fondo en la convergencia de las dos vertientes se encuentra el mirador de Ordiales, julio de 2004

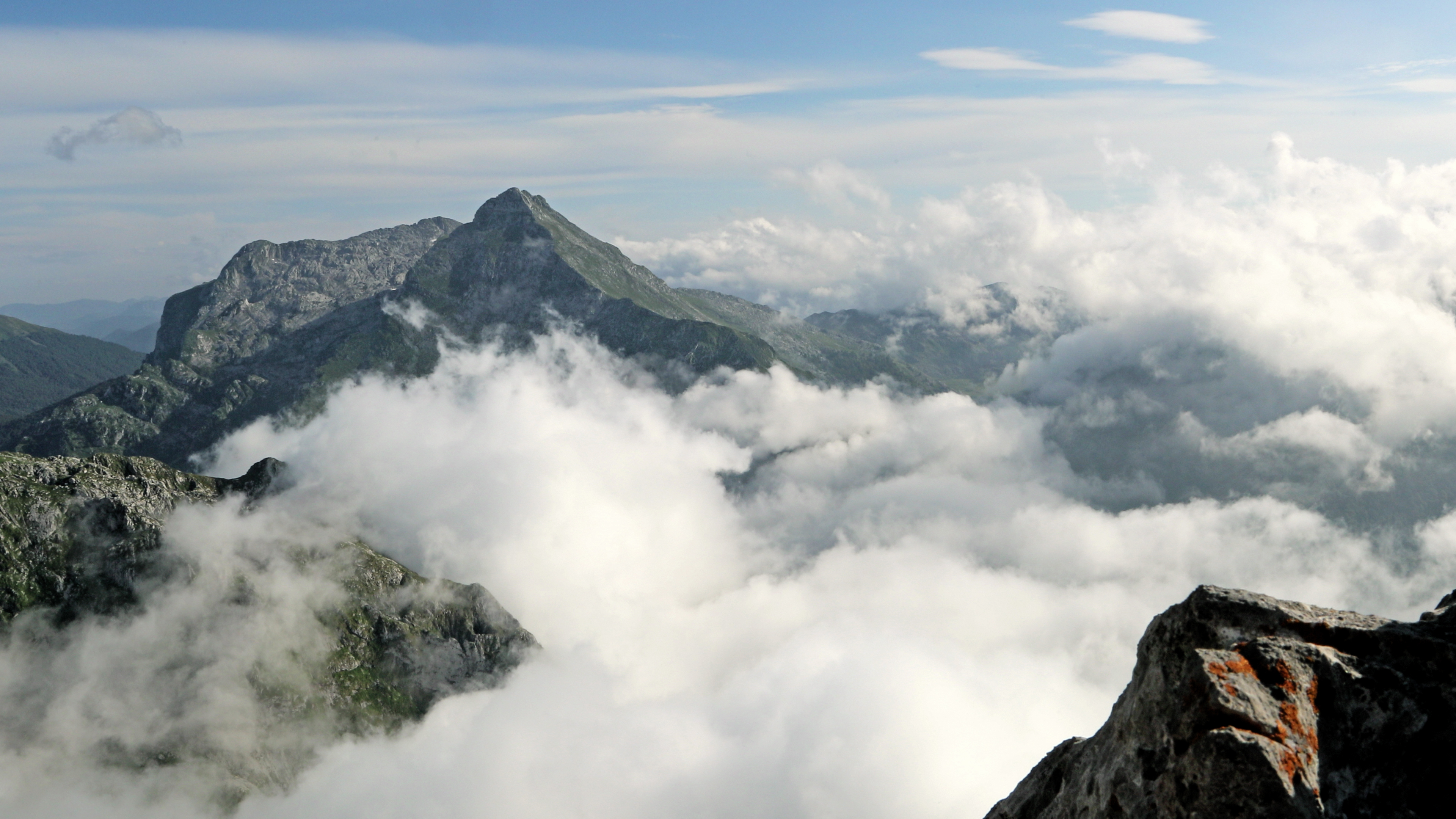
Peña de Beza y Canto Cabronero desde Ordiales

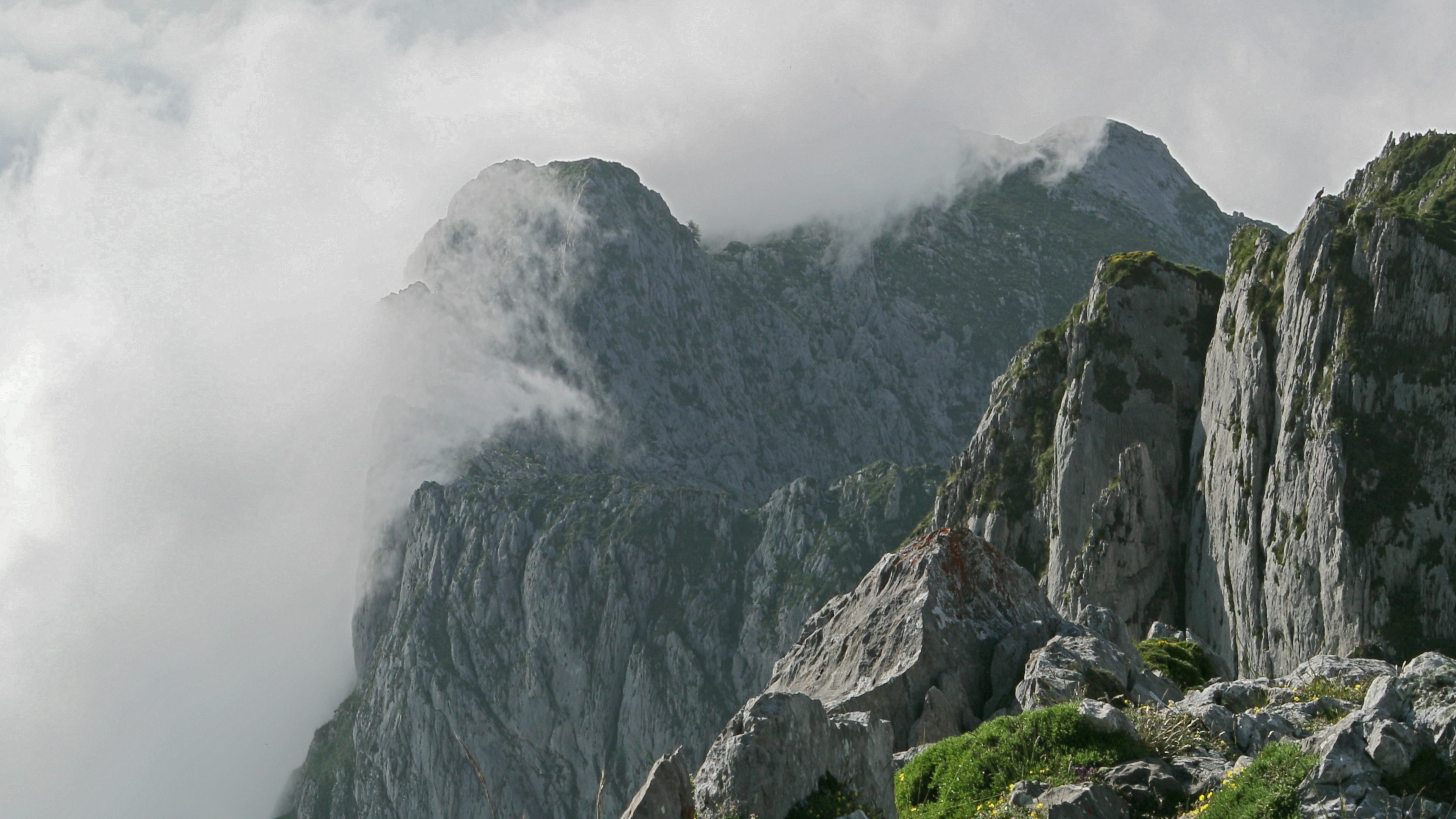
Cresta Teyeres desde el mirador de Ordiales

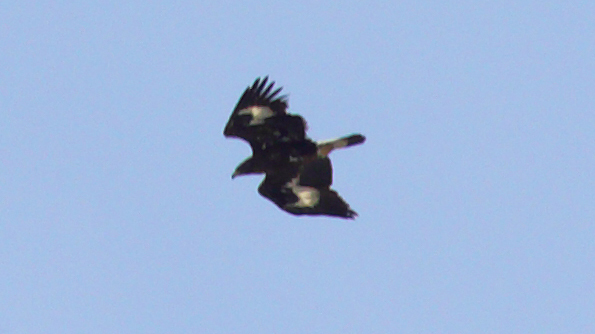
Águila real joven vuela sobre Ordiales

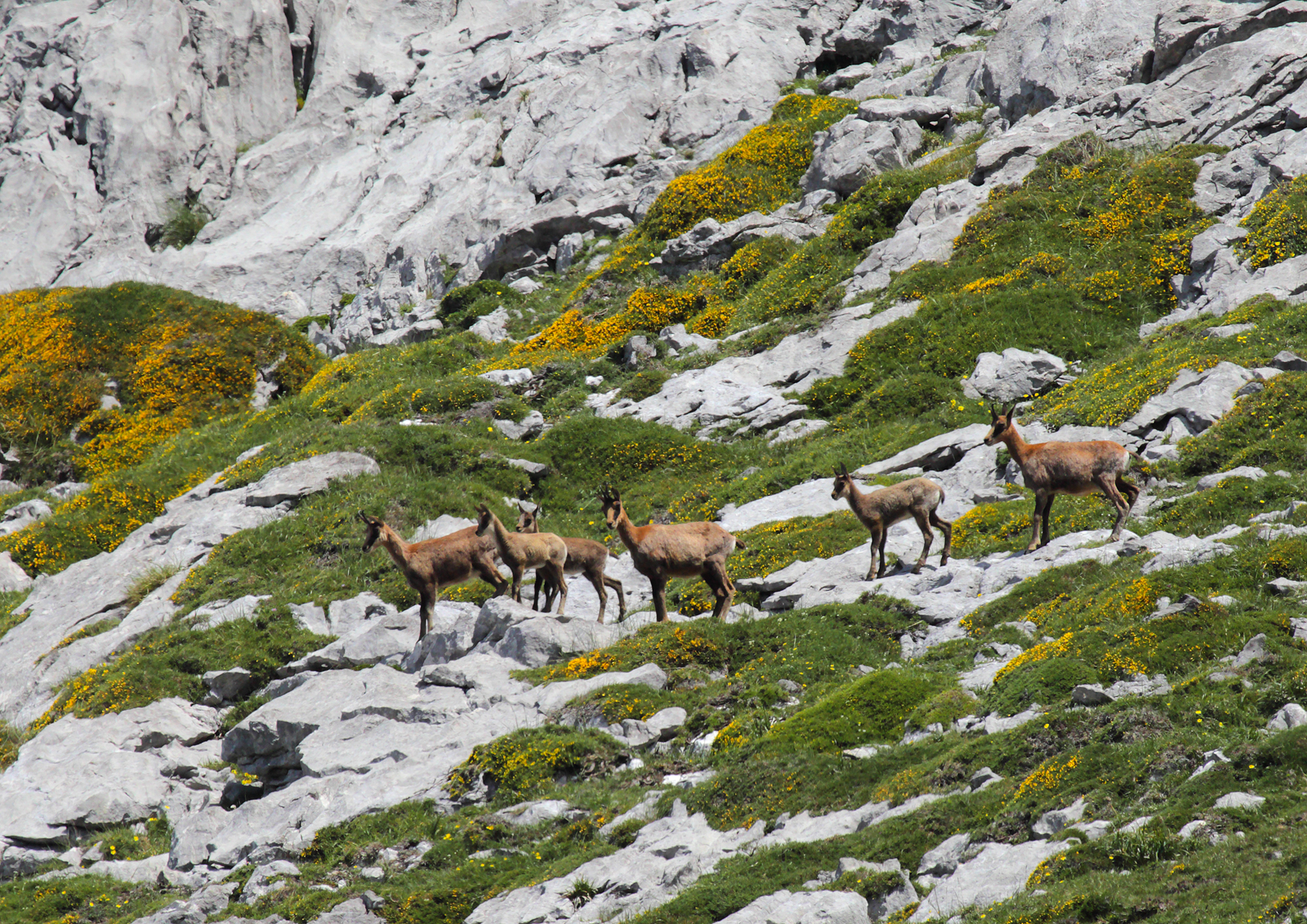
Rebecos en Ordiales

Ordiales lugar geográfico de los Picos de Europa situado en el Macizo del Cornión y que administrativamente se encuentra en el concejo asturiano de Amieva. 
En su parte más elevada al borde del Valle de Angón y con vistas al cordal de Ponga se encuentra el Mirador de Ordiales; este mirador es conocido por estar allí enterrado desde 1949 Pedro Pidal y Bernaldo de Quirós (1870-1941), marqués de Villaviciosa de Asturias, primera persona que junto con el pastor Gregorio Pérez “El Cainejo” escaló el Naranjo de Bulnes. El marqués además de escalador y cazador de rebecos por los Picos fue el impulsor del actual Parque nacional de los Picos de Europa. El mirador se encuentra situado a una altitud de 1.691 metros.

## Cómo llegar al mirador
La forma más sencilla de llegar consiste en partir del santuario de Covadonga, se toma la carretera que sube a los lagos de Enol (1.070 metros de altitud); desde el año 2005 durante el verano está prohibido el acceso en coche por esta carretera debiéndose usar el transporte público. Antes de tomar la carretera que desciende al lago de Enol (primero de los lagos en divisarse) se toma una pista a la derecha, una vez llegado al final de esta pista se deja el coche en el pequeño aparcamiento existente en Pandecarmen desde donde se comienza a caminar hacia una poza en el arroyo Pomperi conocida como El Pozo del Alemán, en este punto se pasa por el puente que cruza el arroyo en dirección a una pradería algo empinada conocida como Vega de Canraso y Majada de La Rondiella, en esta zona el camino se encuentra señalizado con mojones de piedra en el suelo. A continuación se llega a 1.450 metros de altitud al refugio de Vegarredonda a través del collado de La Gamonal. Desde el refugio se toma la desviación hacia la derecha que asciende al collado del Forcau a través de la canal de Cueñe, una vez allí se cruzan los Campos de la Torga que desembocan en las camperas de Ordiales desde donde se puede subir al mirador. En esta última subida se encuentra un pequeño refugio abandonado; en este último tramo desde el refugio hasta el punto final existe una importante sima que hay que sortear.
La duración estimada ida y vuelta es de unas 7 horas. Esta ruta tiene una dificultad media.